# Clodomira
Clodomira – miasto w Argentynie, w prowincji Santiago del Estero, w departamencie Banda.
Według danych szacunkowych na rok 2010 miejscowość liczyła 9 661 mieszkańców.